# Vadászidény (film)
A Vadászidény (eredeti cím: Chasse gardée) 2023-ban bemutatott francia-belga filmvígjáték, amelyet Antonin Fourlon és Frédéric Forestier rendezett. A főbb szerepekben Hakim Jemili, Camille Lou és Didier Bourdon látható.
A filmet Franciaországban 2023. december 20-án mutatták be a mozikban. Magyarországon 2024. január 4-én jelent meg a Prorom Entertainment Kft. forgalmazásában.

## Cselekmény
Simon és Adélaïde belefáradtak a városi életbe, két gyermekükkel együtt elhagyják párizsi lakásukat, hogy egy nagy vidéki házban éljenek egy erdő szélén, Saint Hubert des Bois faluban. Összebarátkoznak szomszédaikkal, Bernarddal és Michellel, de mivel elérkezik a szeptember, a kertjüket és a szomszédos erdőt vadászterületként használják. A család és a vadászcsoport (köztük Bernard, a vezetőjük és Michel) között ellenségeskedés alakul ki. Különböző sikertelen próbálkozások után Simon és Adélaïde elkedvetlenednek, és úgy döntenek, visszatérnek Párizsba. Távozásuk miatt azonban bezár a falu iskolája, amelynek igazgatónője Bernard felesége, így az ragaszkodik ahhoz, hogy a házaspár és gyermekeik visszatérjenek Saint Hubert des Bois-ba.

## Szereplők
| Szerep         | Színész              | Magyar hang     |
| -------------- | -------------------- | --------------- |
| Simon          | Hakim Jemili         | Gacsal Ádám     |
| Adélaïde       | Camille Lou          | Mentes Júlia    |
| Bernard        | Didier Bourdon       | Törköly Levente |
| Michel         | Jean-François Cayrey | Szatmári Attila |
| André          | André Penvern        | Varga T. József |
| Olivia         | Isabelle Candelier   | Madarász Éva    |
| Gaspard        | Thierry Lhermitte    | Csankó Zoltán   |
| Ingatlanügynök | Chantal Ladesou      | Tallós Rita     |
| Polgármester   | Théo Gross           | Pál Dániel Máté |
| Boris          | Guillaume Bouchède   | Hannus Zoltán   |
| Denis          | David Salles         | Szakács Tibor   |

### Magyar változat
- Főcím: Olt Tamás
- Magyar szöveg: Zalatnay Márta
- Hangmérnök: Gábor Dániel
- Vágó: Kajdácsi Brigitta
- Gyártásvezető: Cabello-Colini Borbála
- Szinkronrendező: Bercsényi Péter
- Produkciós vezető: Kónya Andrea

A szinkront a Mafilm Audio Kft. készítette el.

## A film készítése
A film stáblistája szerint a filmet Compiègne-ben és környékén, Vieux Moulinban és Pierrefonds-ban (Oise megye) forgatták, néhány jelenetet pedig Aisne-ban vettek fel.

## Bevétel
2024 februárjában, a hetedik hétvégén a film a hatodik francia film lett, amely a 2023-ban bemutatott filmek közül a francia kasszasikerlista első 20 helyezettjének sorába került, meghaladva az 1 778 000 nézőszámot.